# Jaylen Clark

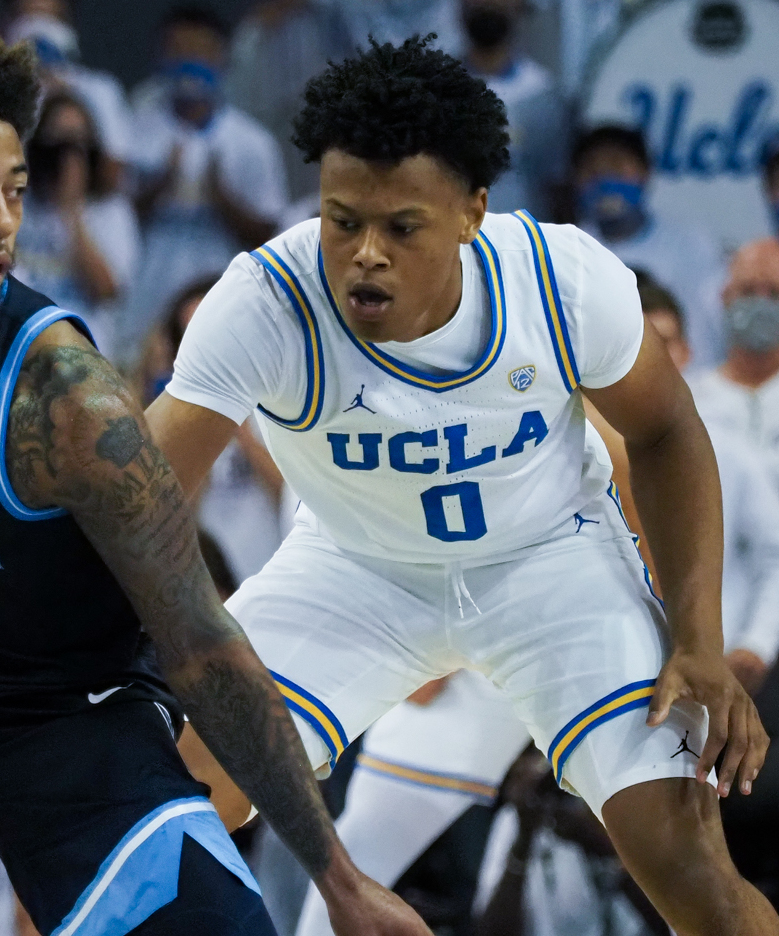
Jaylen Clark, 2021.

Jaylen Bryce Clark, född 13 oktober 2001 i Riverside i Kalifornien, är en amerikansk professionell basketspelare (SG) som spelar för Minnesota Timberwolves i National Basketball Association (NBA).
Han draftades av Minnesota Timberwolves i andra rundan i 2023 års draft som 53:e spelare totalt.
Innan Clark blev proffs studerade han vid University of California, Los Angeles och spelade för deras idrottsförening UCLA Bruins.